# Toni Seiler

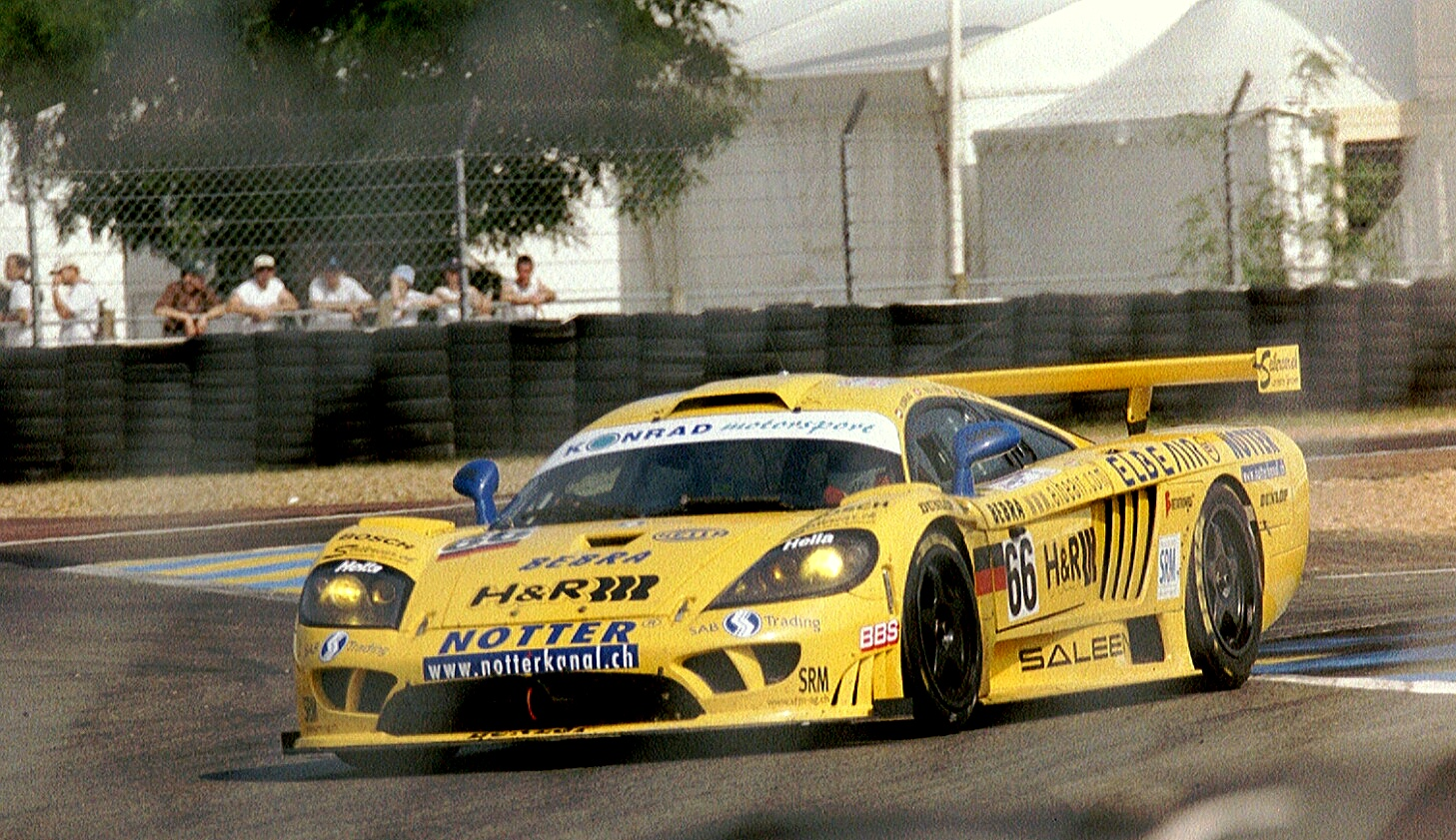
Der Saleen S7R von Toni Seiler, Walter Brun und Franz Konrad beim 24-Stunden-Rennen von Le Mans 2003

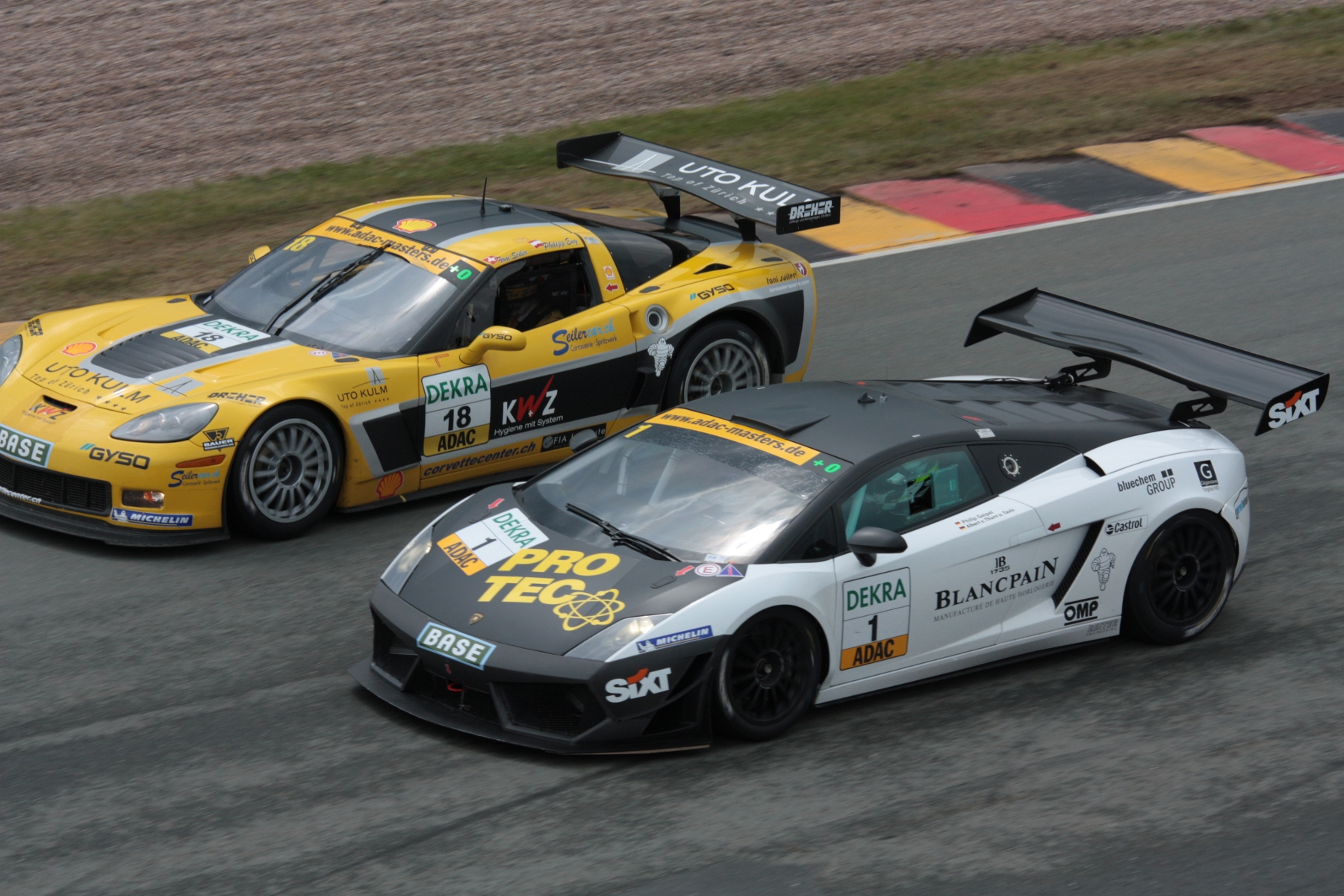
Toni Seiler (links) im Zweikampf mit Albert von Thurn und Taxis

Toni Seiler (* 18. März 1958 in Zürich) ist ein Schweizer Automobilrennfahrer.

## Karriere
Toni Seiler begann seine Motorsportkarriere 1988 im Schweizer Renault-5-GT-Turbo-Cup. Ein Jahr später fuhr er in der Schweizer Tourenwagen-Meisterschaft. 1990 war er auf einem Toyota Supra für die Deutsche Tourenwagen-Meisterschaft gemeldet, nahm letztendlich jedoch an keinem Rennen teil. 1991 stieg er in den Porsche Carrera Cup Deutschland ein, in dem er anfangs den 14. Meisterschaftsplatz erreichte und ein Jahr später die Saison auf Rang 17 beendete. 1993 ging er im Porsche Supercup an den Start und erzielte den 14. Platz in der Fahrerwertung.
In der Saison 1994 bestritt Seiler für Mühlbauer Motorsport sein erstes Rennen in der BPR Global GT Series. In den folgenden Jahren hatte er im Porsche 911 GT2 von Konrad Motorsport weitere Renneinsätze in dieser Serie. 1996 gab er für Haberthtur Racing sein Debüt beim 24-Stunden-Rennen von Le Mans, wo sein Fahrzeug ausfiel. Ab 1997 ging Seiler für Konrad Motorsport nun in der neu gegründeten FIA-GT-Meisterschaft, der Nachfolgeserie der BPR Global GT Series, an den Start. Er erreichte auf dem Nürburgring das Podium seiner Kategorie und belegte am Saisonende den 16. Meisterschaftsplatz in der Klasse GT2. Ein Jahr später kam er auf den 29. Platz in der GT2-Wertung. Darüber hinaus konnte er 1998 einen Klassensieg beim 24-Stunden-Rennen von Daytona feiern.
Zur Saison 1999 wechselte Seiler zu Chamberlain Engineering, wo er eine Chrysler Viper GTS-R steuerte. In der FIA-GT-Meisterschaft trat er nach dem Wegfall der Gruppe GT1 nun in der Hauptkategorie an. Er erzielte mit seinem Teamkollegen Ni Amorim Podiumsplatzierungen in Zolder und in Oschersleben. Somit verbesserte Seiler sich in der Fahrerwertung auf den zwölften Platz. Beim 24-Stunden-Rennen von Le Mans sah er erstmals die Zielflagge und beendete das Rennen auf Rang drei in der Kategorie GTS. In der folgenden Saison war er jedoch weniger erfolgreich und so belegte er in der Endabrechnung der FIA-GT-Meisterschaft nur Platz 24.
Seiler kehrte 2001 nach zwei Jahren wieder zu Konrad Motorsport zurück. Am Steuer des neuen Saleen S7R bestritt er einige Rennen in der American Le Mans Series und konnte in Jarama mit Walter Brun und Franz Konrad einen Klassensieg feiern. Außerdem hatte er einen Renneinsatz für Freisinger Motorsport beim 24-Stunden-Rennen von Spa-Francorchamps. Dort erreichte er mit dem Porsche 996 GT3 RS den vierten Klassenrang. Die Saison 2002 begann für Seiler mit einem dritten Klassenrang beim 24-Stunden-Rennen von Daytona. Es folgte ein zweiter Klassenrang beim 12-Stunden-Rennen von Sebring an der Seite von Terry Borcheller und Franz Konrad. Beim 24-Stunden-Rennen von Le Mans konnte er erstmals nach drei Jahren wieder eine Zielankunft verbuchen. Ende des Jahres hatte er noch zwei weitere Renneinsätze für Konrad Motorsport in der American Le Mans Series. In der Fahrerwertung der Klasse GTS erreichte er Platz 16.
Ab 2003 engagierten Konrad Motorsport und damit auch dessen Fahrer Toni Seiler sich wieder in Europa in der FIA-GT-Meisterschaft. Sein bestes Rennergebnis war ein zweiter Platz mit Walter Lechner jun. und Franz Konrad beim Rennen in Anderstorp. Die Saison schloss er auf dem 16. Platz in der Fahrerwertung ab. In der folgenden Saison konnte er sein Fahrzeug allerdings nur zwei Mal in den Punkterängen platzieren.
Zur Saison 2005 wechselte Seiler zur BMS Scuderia Italia, wo er einen Ferrari 550 GTS Maranello in der Le Mans Endurance Series pilotierte. Die Saison wurde zu einer der erfolgreichsten in seiner gesamten Motorsportkarriere. Mit seinen Teamkollegen Michele Bartyan und Christian Pescatori konnte er Klassensiege bei den 1000-km-Rennen von Monza und Istanbul sowie Podiumsplatzierungen beim 1000-km-Rennen von Spa-Francorchamps und beim 1000-km-Rennen auf dem Nürburgring feiern. Am Ende der Saison führte er die Fahrerwertung der Klasse LMGT1 an und sicherte sich damit seinen ersten Titel. Im gleichen Jahr hatte er seinen vorerst letzten Auftritt beim 24-Stunden-Rennen von Le Mans, schied aber vorzeitig aus. Daneben nahm Seiler auch an der Erstaustragung der Arosa ClassicCar teil, wo er den Tagessieg erringen konnte.
2006 stieg Seiler vom Ferrari 550 GTS Maranello der Gruppe GT1 auf einen Aston Martin DBRS9 der Gruppe GT3 um. Damit nahm er, weiterhin für BMS Scuderia Italia, mit seinem Teamkollegen Franco Groppi an der neu gegründeten FIA-GT3-Europameisterschaft teil. Er erreichte zweite Plätze in Oschersleben und Dijon und belegte am Saisonende den fünften Meisterschaftsplatz. Im selben Jahr nahm er mit dem Aston Martin DBRS9 in der Klasse G3 auch an drei Rennen der FIA-GT-Meisterschaft teil. 2007 startete Seiler mit Sandro Sardelli noch bei den ersten drei von sechs Rennwochenenden der FIA-GT3-Europameisterschaft, allerdings ohne viele Punkte einzufahren. Anschließend verließ er BMS Scuderia Italia und damit auch die FIA-GT3-Europameisterschaft. Hauptsächlich konzentrierte Seiler sich 2007 auf das ebenfalls neu gegründete ADAC GT Masters für GT3-Fahrzeuge. Am Steuer einer Corvette C6 Z06-R GT3 von Callaway Competition gewann er mit Teamkollege Patrick Gerling ein Rennen auf dem Lausitzring und stand drei weitere Male auf dem Podium. Am Saisonende belegte er den sechsten Meisterschaftsplatz.
Das ADAC GT Masters bestritt Seiler 2008 mit einer Corvette Z06-R GT3, die von Toni Seiler Racing, seinem eigenen Rennstall, eingesetzt wurde. An der Seite von Oliver Mayer erreichte er zwar nie das Siegerpodest, doch fuhr er regelmäßig in die Punkteränge und schloss die Saison auf Rang 13 ab. Seit der Saison 2009 fährt Seiler im ADAC GT Masters wieder für Callaway Competition, nun mit Teamkollege Christian Hohenadel. Er siegte erneut bei einem Rennen auf dem Lausitzring und erzielte vier weitere Podiumsplatzierungen. Diese Erfolge reichten für den vierten Meisterschaftsplatz. Zugleich sicherte er sich auch die Amateurwertung. 2010 nimmt Seiler mit Hohenadel weiterhin am ADAC GT Masters teil. Sein bestes Ergebnis war bisher ein dritter Platz beim Auftaktrennen in Oschersleben. Zudem kehrte er mit einer Corvette Z06-R GT3 seines eigenen Teams in die FIA-GT3-Europameisterschaft zurück. Bereits beim ersten Rennen der Saison erreichte er mit Teamkollege Dino Lunardi den zweiten Platz. 2011 nahm er wieder am ADAC GT Masters teil und wurde 39. in der Gesamtfahrerwertung.

## Statistik

### Le-Mans-Ergebnisse
| Jahr | Team                    | Fahrzeug                  | Teamkollege      | Teamkollege          | Platzierung | Ausfallgrund               |
| ---- | ----------------------- | ------------------------- | ---------------- | -------------------- | ----------- | -------------------------- |
| 1996 | Elf Haberthur Racing    | Porsche 911 GT2           | Michel Neugarten | Bruno Ilien          | Ausfall     | Getriebeschaden            |
| 1997 | Konrad Motorsport       | Porsche 911 GT2           | Larry Schumacher | Michel Ligonnet      | Ausfall     | Motorschaden               |
| 1998 | Konrad Motorsport       | Porsche 911 GT2           | Peter Kitchak    | Angelo Zadra         | Ausfall     | Kolbenschaden              |
| 1999 | Chamberlain Engineering | Chrysler Viper GTS-R      | Ni Amorim        | Hans Hugenholtz jun. | Rang 14     |                            |
| 2000 | Chamberlain Engineering | Chrysler Viper GTS-R      | Walter Brun      | Christian Gläsel     | Ausfall     | Unfall durch Reifenschaden |
| 2001 | Konrad Motorsport       | Saleen S7R                | Walter Brun      | Charles Slater       | Ausfall     | Unfallschaden              |
| 2002 | Konrad Motorsport       | Saleen S7R                | Franz Konrad     | Terry Borcheller     | Rang 26     |                            |
| 2003 | Konrad Motorsport       | Saleen S7R                | Franz Konrad     | Walter Brun          | Ausfall     | Getriebeschaden            |
| 2005 | BMS Scuderia Italia     | Ferrari 550 GTS Maranello | Michele Bartyan  | Matteo Malucelli     | Ausfall     | Unfallschaden              |

### Sebring-Ergebnisse
| Jahr | Team              | Fahrzeug    | Teamkollege  | Teamkollege      | Platzierung | Ausfallgrund |
| ---- | ----------------- | ----------- | ------------ | ---------------- | ----------- | ------------ |
| 2002 | Konrad Motorsport | Saleen S7-R | Franz Konrad | Terry Borcheller | Rang 10     |              |
| 2003 | Konrad Motorsport | Saleen S7-R | Franz Konrad | Robert Nearn     | Rang 28     |              |